# 中国の植物学者の娘たち
『中国の植物学者の娘たち』（仏: Les Filles du botaniste, 英: The Chinese Botanist's Daughters）は、2006年公開のフランス・カナダ合作映画。 ダイ・シージエ監督・脚本。

## 概要
女性同士の同性愛がテーマ。中国南部・架空の町、湖に浮かぶ孤島の植物園が舞台。同性愛を扱っているため、中国での撮影許可はおりず、ベトナムで撮影された。 PG-12。

## ストーリー
孤児院で育ったミンは、1ヶ月半のチェン教授の実習生として、孤島にある植物園へ赴く。そこでミンは教授の娘アンと出会う。お互い母親を亡くし孤独な環境で育った二人は、強く惹かれあう。だが、軍人であるアンの兄タンが、帰省してすぐミンへとプロポーズしたことにより、二人がずっと一緒にいられるための方法―結婚―を決意する。

## 登場人物
- 李明（リー・ミン）：演 - ミレーヌ・ジャンパノイ、日本語吹替 - 佐古真弓

1976年の唐山大地震で両親を失い孤児院で育つ。父は中国人、母はロシア人。
- 陳安（チェン・アン）：演 - リー・シャオラン、日本語吹替 - 弓場沙織

父と二人暮らし。恐ろしいほど孤独な毎日を送っていた。
- 陳（チェン）教授：演 - リン・トンフー、日本語吹替 - 佐々木勝彦

植物学者。すぐに怒鳴る。身の回りの世話をアンにまかせている。
- 陳旦（チェン・タン）：演 - ワン・ウェイグワン、日本語吹替 - 高橋広樹

陳安の兄。軍人のため家を空けることが多い。
- 孤児院の院長：演 - グエン・ニュー・クイン、日本語吹替 - 野沢由香里

## 賞歴
- 2006年 モントリオール世界映画祭

観客賞（ダイ・シージエ）、最優秀芸術貢献賞（ギイ・デュフォー）